# Saint-Jans-Cappel

Saint-Jans-Cappel este o comună în departamentul Nord, Franța. În 1 ianuarie 2022 avea o populație de 1.609 de locuitori.